# Neda Krmpotić
Neda Krmpotić (Senj, 16 de outubro de 1921 - Zagreb, 22 de junho de 1974) foi uma jornalista croata e jugoslava. Ela foi colaboradora e editora de política doméstica na agência de notícias Jugopress de 1952 a 1958, antes de trabalhar no Vjesnik como colaboradora e chefe do escritório do jornal em Belgrado. Entre 1963 e 1966, Krmpotić foi a editora-chefe do Vjesnik e, em seguida, colunista política no Vjesnik e Vjesnik u srijedu. Na sua coluna, ela apoiou a facção reformista da Liga dos Comunistas da Croácia (SKH) e defendeu as reformas económicas e políticas na Jugoslávia exigidas pela liderança do SKH durante a primavera croata de 1967-1971. Após o expurgo dos reformistas do SKH em 1971, Krmpotić foi obrigada a renunciar. Ela foi proibida de continuar o trabalho jornalístico e forçada a aposentar-se em 1972. Krmpotić recebeu o Prémio Otokar Keršovani de 1968 - um prémio pelo trabalho de uma vida pelo jornalismo na Croácia.